# Etsy

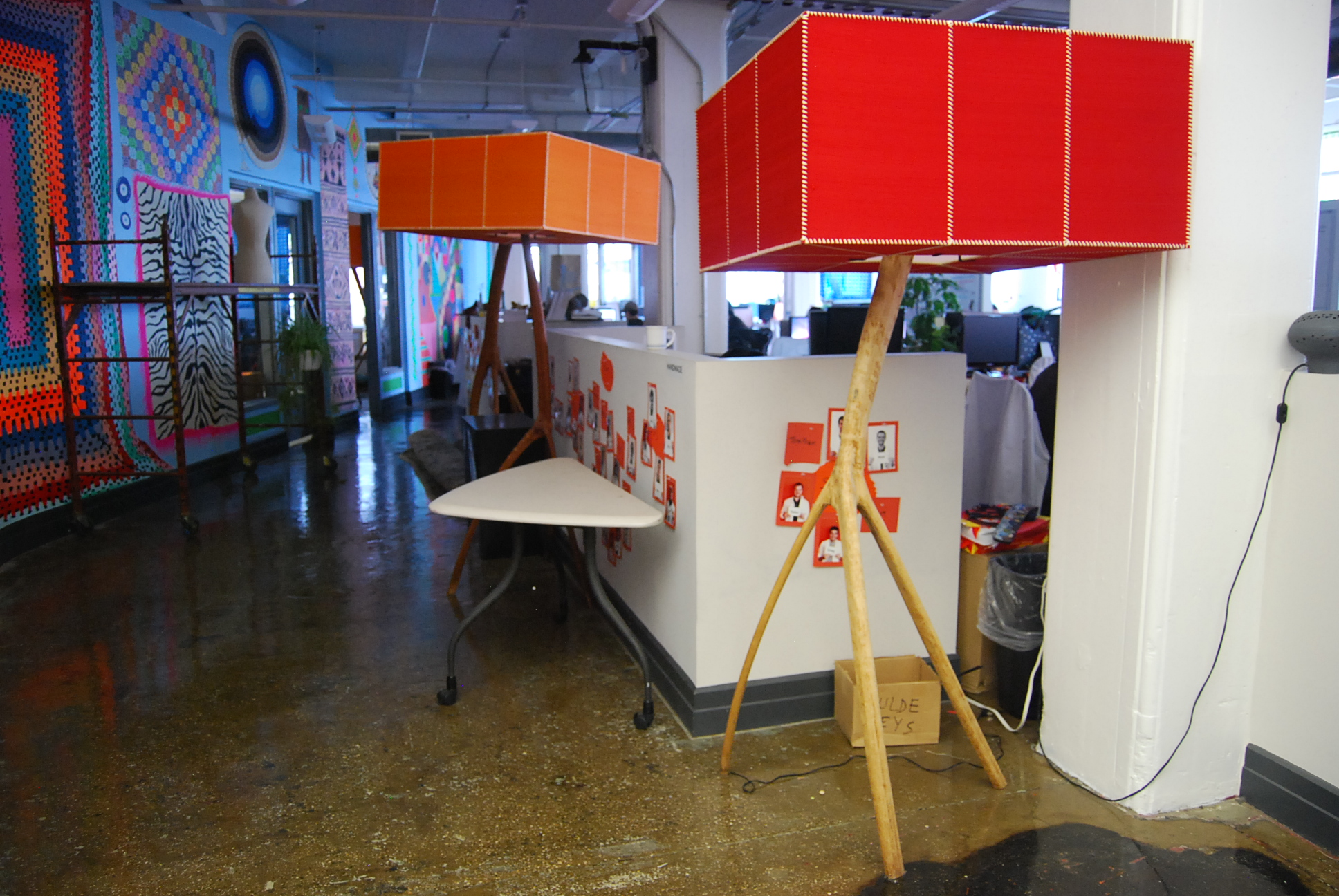
Biuro Etsy w Londynie

Etsy – amerykański serwis internetowy o zasięgu międzynarodowym, umożliwiający dokonywanie sprzedaży i zakupów wyrobów wykonywanych w sposób tradycyjny i rzemieślniczy.

## Historia
Portal został uruchomiony 18 czerwca 2005 przez przedsiębiorstwo Iospace, którego współudziałowcami byli: Robert Kalin, Chris Maguire and Haim Schoppik. Później dołączył do nich Jared Tarbell.
Etsy do 2007 pozyskało blisko 450 tysięcy sprzedawców z całego świata, którzy generowali sprzedaż w wysokości 26 milionów rocznie. Przez cały ten okres trwały prace nad usprawnieniem strony pod kątem wygody użytkownika. Wyszukiwanie produktów jest w tej chwili oparte na kilkustopniowej hierarchii kategorii. Strona sprzedaży umożliwia wariantyzację artykułów i zamawianie wyrobów personalizowanych.
W 2011 dyrektorem generalnym został Chad Dickerson, który zastąpił na tym stanowisku Roberta Kalina.
W 2014 firma wygenerowała przychody w wysokości 195,6 miliona dolarów, a wartość sprzedaży towarów wyniosła 1,93 miliarda dolarów, dając 43% wzrost w stosunku do poprzedniego roku. Pod koniec 2014 roku na platformie Etsy było 54 milionów zarejestrowanych użytkowników, 1,4 miliona sprzedawców i 19,8 miliona aktywnych kupujących.
Rok 2020 firma zamknęła sprzedażą brutto w wysokości 10,28 miliarda dolarów, a przychód wyniósł 1,72 miliarda dolarów, dając wzrost o 110,7% w stosunku od roku poprzedniego. Do końca 2020 na platformie było 4,36 miliona aktywnych sprzedawców i 81,9 miliona aktywnych kupujących, z czego 61% dokonywało transakcji w aplikacji mobilnej. W 2020 Etsy zatrudniało 1209 pracowników.
Pod koniec 2022 roku Etsy zatrudniało 2790 osób, a sprzedaż brutto wyniosła 13,3 miliarda dolarów. Etsy zanotowało przychód 2,6 miliarda dolarów.

## Działalność
Siedziba przedsiębiorstwa nazywa się Etsy Labs i znajduje się na Brooklynie w Nowym Jorku.
Etsy zarabia pobierając prowizję w wysokości 20 centów za każdy wystawiony przedmiot oraz 6,5% od każdej transakcji. Portal weryfikuje sprzedawców i zapewnia podstawową ochronę kupujących.
Etsy jest jednym z głównych członków Handmade Consortium.